# Northrop F-89 Scorpion
Chiếc Northrop F-89 Scorpion là một kiểu máy bay tiêm kích đánh chặn phản lực Hoa Kỳ hoạt động trong mọi thời tiết. Nó có vinh dự là kiểu máy bay đầu tiên được trang bị vũ khí nguyên tử (tên lửa không đối không Genie).

## Thiết kế và phát triển
Chiếc Scorpion xuất phát từ một yêu cầu kỹ thuật của Không lực Lục quân Hoa Kỳ năm 1945 về một kiểu máy bay tiêm kích bay đêm phản lực để thay thế chiếc P-61 Black Widow. Lockheed đã đề nghị một phiên bản cải tiến của chiếc T-33 trở thành một kiểu sẽ được đặt tên là F-94A. Còn Northrop đề nghị một kiểu đặt tên N-24, một máy bay thân hẹp có cánh gắn giữa trang bị hai động cơ Allison J35 turbo phản lực có đốt sau. Nó sẽ có radar và đội bay gồm hai người, vũ khí được trang bị là sáu khẩu pháo 20 mm trên một tháp súng độc đáo xoay được trước mũi. Hợp đồng chế tạo hai chiếc nguyên mẫu được ký vào tháng 12 năm 1946.
Chiếc nguyên mẫu XP-89 bay chuyến bay đầu tiên vào ngày 16 tháng 8 năm 1948 bởi phi công thử nghiệm Fred C. Bretcher. Một đặc tính độc đáo được thêm vào chiếc nguyên mẫu trong giai đoạn phát triển là cánh hãm (deceleron), một kiểu cánh tà (aileron) gồm hai phần có thể tách mở ra để hoạt động như một phanh gió; đặc tính này đã trở thành một phát minh bản quyền của Northrop, được sử dụng cho đến tận hôm nay trên chiếc B-2 Spirit.
Việc sản xuất được thông qua vào tháng 1 năm 1949, và chiếc F-89A được sản xuất hàng loạt sau đó được đưa vào sử dụng trong Không quân Hoa Kỳ vào tháng 9 năm 1950. Nó được trang bị radar AN/APG-33 và sáu khẩu pháo Hispano T-31 20 mm với 200 quả đạn mỗi khẩu. Tháp pháo xoay được trước mũi bị gỡ bỏ, và các thùng nhiên liệu 1.100 L (300 US gallon) được gắn cố định vĩnh viễn trên đầu mút cánh. Các đế dưới cánh mang được 16 rocket 5 in. hoặc cho đến 1.455 kg (3.200 lb) bom.
Chỉ có tám chiếc F-89A được hoàn tất trước khi kiểu này được nâng cấp lên tiêu chuẩn F-89B với các thiết bị điện tử mới. Những chiếc này có khá nhiều những vấn đề về động cơ và các hệ thống khác, nên nhanh chóng được chuyển sang phiên bản F-89C. Cho dù đã tiếp tục thay đổi động cơ nhiều lần, vẫn còn có những vấn đề và thêm vào đó là sự khám phá ra những vấn đề về kết cấu của cánh, buộc phải sửa đổi 194 chiếc thuộc các phiên bản -A, -B, và -C.
Phiên bản được sản xuất chủ yếu là F-89D, bay lần đầu tiên ngày 23 tháng 10 năm 1951 và đưa vào hoạt động năm 1954. Nó bị tháo bỏ các khẩu pháo để lắp hệ thống kiểm soát hỏa lực mới Hughes E-6 với radar AN/APG-40 và một máy tính AN/APA-84. Vũ khí trang bị là hai cụm rocket chứa 52 rocket FFAR "Mighty Mouse" 70 mm (2,75 in), tổng cộng được 104 rocket. Có 682 chiếc được chế tạo.
Các phiên bản được tiếp tục phát triển với ký hiệu F-89E và F-89F nhưng không được đưa vào sản xuất, cũng như là phiên bản được đề nghị F-89G dự định sử dụng hệ thống kiểm soát hỏa lực Hughes MA-1 và tên lửa không-đối-không GAR-1/GAR-2 Falcon giống như chiếc F-102 Delta Dagger.
Phiên bản tiếp theo F-89H, đưa vào hoạt động năm 1956, có một hệ thống kiểm soát hỏa lực E-9 giống như được trang bị trên những chiếc F-102 đời đầu và những cụm to trên đầu cánh mỗi cái mang ba tên lửa Falcon (thường là ba tên lửa dẫn đường bằng radar bán chủ động GAR-1 và ba tên lửa dẫn đường bằng hồng ngoại GAR-2) và 21 rocket FFAR, tổng cộng có sáu tên lửa và 42 rocket. Những vấn đề về hệ thống kiểm soát hỏa lực đã trì hoãn việc đưa phiên bản -H vào hoạt động, vào lúc mà tính năng hoạt động của nó đã kém hơn đáng kể so với những máy bay tiêm kích đánh chặn siêu thanh mới hơn, cho nên chúng bị loại ra khỏi hoạt động của Không quân Mỹ vào năm 1959.
Phiên bản cuối cùng là kiểu F-89J. Nó dựa trên chiếc F-89D, nhưng thay thế cụm tên lửa đầu chót cánh bằng thùng nhiên liệu 600 gallon và thêm một đế dưới mỗi cánh mang một tên lửa nguyên tử MB-1 Genie (đôi khi được bổ sung thêm bốn tên lửa đối không Falcon thông thường). Chiếc F-89J trở thành máy bay đầu tiên và duy nhất từng bắn một tên lửa nguyên tử MB-1 Genie thử nghiệm tên John Shot trong Chiến dịch Plumbbob vào ngày 19 tháng 7 năm 1957. Những chiếc F-89J không được chế tạo mới, nhưng có 350 chiếc phiên bản -D được cải tiến thành tiêu chuẩn này. Chúng phục vụ trong Bộ chỉ huy Phòng thủ Không gian (ADC) cho đến năm 1959 và với Không lực Vệ binh Hoa Kỳ cho đến năm 1969.
Có tổng cộng 1.050 chiếc Scorpion thuộc mọi phiên bản được chế tạo.

## Các phiên bản

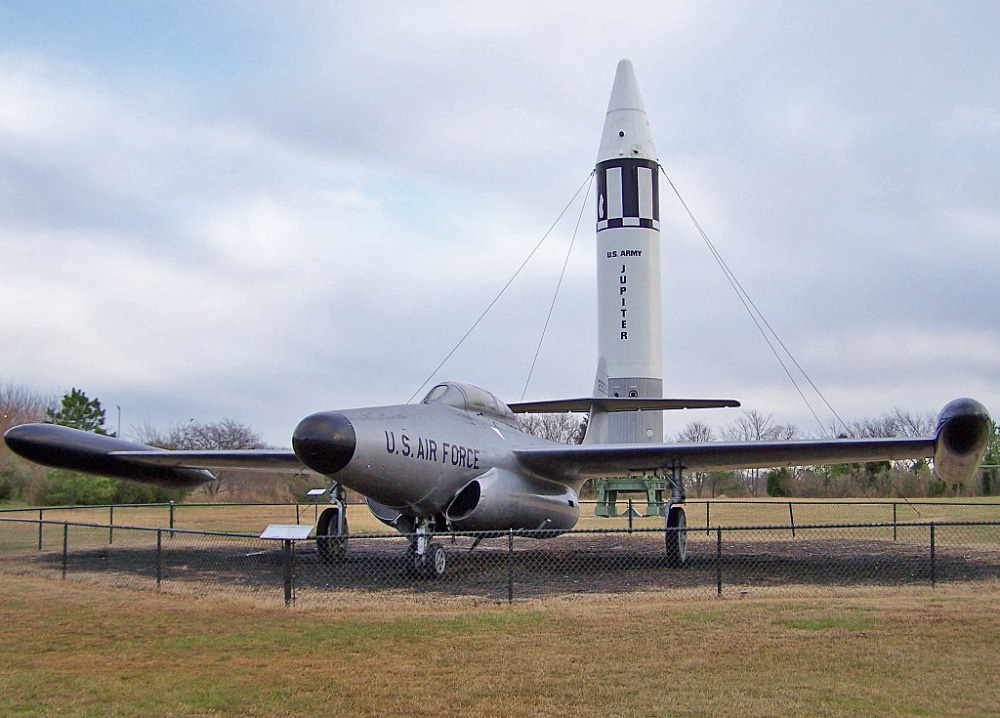
Chiếc F-89J số hiệu 52-2129 được trưng bày tại Bảo tàng Hàng không ở Hampton, Virginia.

XF-89
Chiếc nguyên mẫu thứ nhất.
XF-89A
Chiếc nguyên mẫu thứ hai.
F-89A
Phiên bản sản xuất đầu tiên, có 8 chiếc được chế tạo.
F-89B
Phiên bản sản xuất thứ hai, được năng cấp thiết bị điện tử.
F-89C
Phiên bản sản xuất thứ ba với động cơ mới.
F-89D
Phiên bản sản xuất chính, pháo được tháo bỏ, trang bị hệ thống kiểm soát hỏa lực mới Hughes E-6 với radar AN/APG-40 và một máy tính AN/APA-84. Có 682 chiếc được chế tạo.
YF-89E
Một chiếc nguyên mẫu duy nhất thử nghiệm động cơ Allison YJ71.
F-89F
Phiên bản được đề nghị với động cơ mới, không được chế tạo.
F-89G
Phiên bản được đề nghị với hệ thống kiểm soát hỏa lực mới MA-1 và tên lửa không-đối-không GAR-1/GAR-2 Falcon, không được chế tạo.
F-89H
Phiên bản với hệ thống kiểm soát hỏa lực E-9, sáu tên lửa GAR-1/GAR-2 Falcon và rocket 42 RRAF.
F-89J
Phiên bản sản xuất cuối cùng phát triển từ kiểu F-89D, thay cụm tên lửa đầu chót cánh bằng các thùng nhiên liệu phụ và thêm đế gắn dưới cánh mang một tên lửa hạt nhân MB-1 Genie, có 350 chiếc được chế tạo lại từ phiên bản F-89D.
DF-89A
Những chiếc F-89A được biến đổi thành máy bay điều khiển từ xa mục tiêu giả.
DF-89B
Những chiếc F-89B được biến đổi thành máy bay điều khiển từ xa mục tiêu giả.

## Các nước sử dụng
Hoa Kỳ
- Không quân Hoa Kỳ
- Không lực Vệ binh Quốc gia

## Đặc điểm kỹ thuật (F-89D)

F-89 Scorpion

### Đặc tính chung
- Đội bay: 02 người
- Chiều dài: 16,4 m (31 ft 853 ft 10 in)
- Sải cánh: 18,4 m (37 ft 460 ft 5 in)
- Chiều cao: 5,3 m (12 ft 417 ft 6 in)
- Diện tích bề mặt cánh: 56,3 m² (606 ft²)
- Lực nâng của cánh: 340,4 kg/m² (69,7 lb/ft²)
- Trọng lượng không tải: 11.000 kg (24.200 lb)
- Trọng lượng có tải: 19.200 kg (42.250 lb)
- Trọng lượng cất cánh tối đa: 21.200 kg (46.800 lb)
- Động cơ: 2 x động cơ Allison J35-A-35A turbo phản lực, lực đẩy 5.600 lbf (24,9 kN); lực đẩy có đốt sau 7.400 lbf (32,9 kN)

### Đặc tính bay
- Tốc độ lớn nhất: 1.020 km/h (553 knot, 636 mph)
- Tầm bay tối đa: 2.200 km (1.188 nm, 1.367 mi)
- Trần bay: 15.000 m (49.200 ft)
- Tốc độ lên cao: 42,5 m/s (8.360 ft/min)
- Tỉ lệ lực đẩy/khối lượng: 0,35

### Vũ khí
- 104 × rocket "Mighty Mouse" 70 mm (2,75 in)
- 16 × rocket 127 mm (5 in) hoặc
- 1.500 kg (3.200 lb) bom

## Nội dung liên quan

### Máy bay tương tự
- Avro CF-100
- F-94 Starfire
- Sud Aviation Vautour
- Yakovlev Yak-25

### Trình tự thiết kế
F-86 - XF-87 - XF-88 - F-89 - XF-90 - XF-91 - XF-92

### Danh sách liên quan
- Danh sách máy bay chiến đấu
- Danh sách máy bay quân sự Hoa Kỳ